# Clean (pel·lícula de 2004)
Clean és una pel·lícula dramàtica del 2004 dirigida pel director francès Olivier Assayas. Va ser protagonitzada per Maggie Cheung i Nick Nolte en una coproducció del Canadà, França i el Regne Unit. Va ser llançada als Estats Units en 2006.

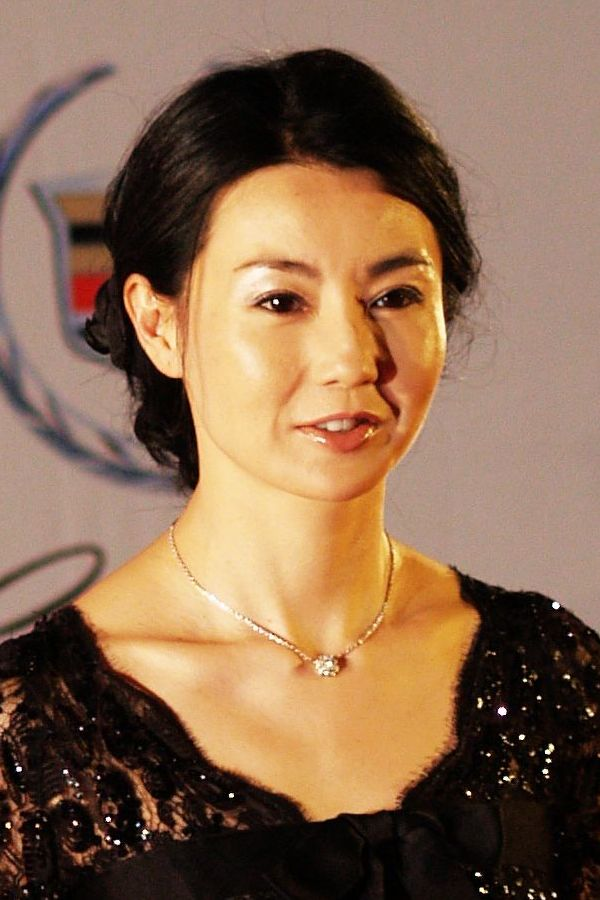
Maggie Cheung és Emily

Es basa en la història d'una dona alliberada de la presó després de sis mesos per possessió d'heroïna, després tracta de reconnectar-se amb el seu fill, mantenir-se sòbria i impulsar la seva carrera com a cantant.

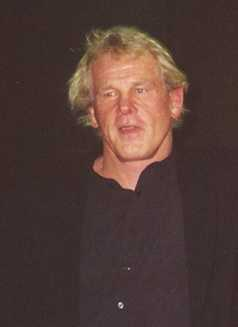
Nick Nolte és Albrecht

## Argument
Cheung interpreta a Emily Wang, una ex joquei de vídeo, que ha estat en una relació tempestuosa amb Lee Hauser (interpretat per James Johnston de Nick Cave and The Bad Seeds), un músic de rock, durant diversos anys. Les amigues de Lee senten que Emily és dolenta per a ell, acusant-la de ser una drogoaddicta. Quan la pel·lícula comença, la parella ha arribat a Hamilton, Canadà, per veure actuar a Metric. El seu fill petit, Jay, viu a Vancouver amb els pares de Lee.
Després d'una discussió a l'habitació del seu motel, Emily surt de Lee i, després de prendre una mica d'heroïna, es queda adormida en el seu automòbil. Quan torna al motel l'endemà al matí, descobreix que Lee va morir d'una sobredosi de drogues i que la Policia Provincial d'Ontario està investigant. Quan Emily intenta forçar el seu camí cap a l'habitació per a veure a Lee, la policia troba l'heroïna a la seva bossa i és arrestada.
Emily passa sis mesos a la presó per possessió i, després del seu alliberament, descobreix que la custòdia del seu fill ha estat atorgada als pares de Lee. Resol tornar a París, on vivia abans de conèixer a Lee. Abans d'anar-se'n, es reuneix breument amb Albrecht, el pare de Lee (interpretat per Nick Nolte) qui li diu que preferiria que no veiés a Jay per uns anys.
Emily comença a treballar en un restaurant xinès a París per a alguns familiars, però no ho gaudeix. Ella s'ha tornat addicta a la metadona i els seus amics tracten d'assegurar-se que pugui obtenir receptes del medicament.
Mentrestant, la mare de Lee, Rosemary (interpretada per Martha Henry) emmalalteix i ella i Albrecht viatgen a Londres amb Jay perquè pugui rebre tractament mèdic. Mentre són allí, Albrecht decideix portar a Jay a París per a trobar-se amb Emily, però la seva àvia li va dir al nen que Emily era responsable de la mort del seu pare i que no vol veure-la.
Emily finalment decideix que ha de tractar de netejar-se per a poder passar més temps amb el seu fill. Ella deixa de prendre metadona i es prepara per a l'arribada de Jay. Quan el nen finalment es troba amb la seva mare, ella el porta a un zoològic i li explica sobre la seva relació amb el seu pare i per què van prendre drogues.
Emily també somia amb seguir una carrera com a cantant; i, quan finalment se li concedeixi l'oportunitat després de conèixer a un company músic a la presó, ha de prendre algunes decisions serioses sobre la seva vida.

## Repartiment
- Maggie Cheung com a Emily Wang
- Nick Nolte com Albrecht Hauser
- Béatrice Dalle com a Elena, una amiga d'Emily
- Jeanne Balibar com Irene Paolini, l'antiga empresa de l'Emily
- Emily Haines com ella mateixa

Assayas i Cheung es van conèixer durant la realització d' Irma Vep el 1996. Es van casar el 1998 i es van divorciar el 2001. Clean va ser la seva primera col·laboració des del divorci i la segona i última des d'Irma Vep.

## Música
Les cançons de la pel·lícula van ser compostes i escritasy escrites per David Roback de Mazzy Star. La banda sonora va estar a càrrec de Brian Eno, Daniel Lanois, Emily Haines, Metric, The Notwist, Britta Phillips i Tricky.
1. Brian Eno — "An Ending"
2. Maggie Cheung — "Strawberry Stain"
3. Brian Eno — "Third Uncle"
4. Tricky & Liz Densmore — "Breakaway"
5. Maggie Cheung — "Down in the Light"
6. Metric — "Dead Disco"
7. Brian Eno — "Spider and I"
8. The Notwist — "Neon Golden"
9. Maggie Cheung — "Wait for Me"
10. Britta Phillips — "Knives from Bavaria"
11. Maggie Cheung — "She Can't Tell You"
12. Metric — "Dead Disco (Live)"

## Resposta crítica
A Rotten Tomatoes, la pel·lícula té una valoració del 73% basada en 66 crítiques i una valoració mitjana de 6,64/10. La declaració de consens diu: "En un dels seus millors papers, Cheung fa una actuació creïble i sorprenent com a addicta en recuperació". A Metacritic, la pel·lícula té una puntuació de 75 sobre 100 basada en 28 crítiques, la qual cosa indica "crítiques generalment favorables".

## Reconeixements
| Premi / Festival de Cinema  | Categoria         | Receptors i nominats | Resultat  |
| --------------------------- | ----------------- | -------------------- | --------- |
| Festival de Cinema de Canes | Palma d'Or        | Olivier Assayas      | Nominat   |
| Festival de Cinema de Canes | Millor actriu     | Maggie Cheung        | Guanyador |
| Festival de Cinema de Canes | Gran Premi Tècnic | Eric Gautier         | Guanyador |
| Premis César                | Millor actriu     | Maggie Cheung        | Nominat   |
| Premis César                | Millor fotografia | Eric Gautier         | Nominat   |